# Frangulabark
Frangulabark är en drog som utgörs av barken från den i hela Europa förekommande Rhamus frangula, brakved. Inom medicinen har denna, alltsedan medeltiden, spelat en stor roll som laxermedel, men används idag främst inom alternativmedicinen.
Drogen insamlas under våren och utgörs av bark från äldre grenar och yngre stammar. Barken är hos yngre material på utsidan brunaktig, hos äldre gråbrun med runda eller tvärgående gråaktiga korkporer. På insidan är barken rödbrun till mörkt brun. I beröring med alkalier eller svavelsyra färgas barken röd och överensstämmer då med andra växter tillhörande denna familj.

## Användning
Nyskördad bark har obehaglig smak och lukt och framkallar kolik vid intag, varför man för medicinskt bruk använder sig av drog, som torkats och lagrats en längre tid (minst ett år).
Den i drogen verksamma beståndsdelen är glykosiden frangulin, som kan sönderdelas i druvsocker, emodin och krysofansyra. De i drogen verksamma glykosiderna verkar i sig själva inte laxerande, men genom alkalier i tarmsaften sönderdelas de, varvid de uppkomna ämnena har laxerande verkan. Då frangulabarken är ett milt laxermedel har den fått stor användning.